# Мајско сунце
Мајско сунце (шп. Sol de Mayo) је једно од националних обележја Уругваја и Аргентине, и такође се налази на заставама тих држава. Представља бога сунца Интија код Инка.  
„Мајско“ се односи на Мајску револуцију која се догодила у недељи измећу 18 и 25. маја 1810. године и која је означила почетак независности од Шпаније држава које су тада формирале вицекраљевство Рио де ла Плата.
- Мајско сунце на застави Уругваја, од 1828
- Мајско сунце на застави Аргентине, од 1818